# Robert Lucy
Robert Lucy   (20 de febrer de 1923 - 23 de desembre de 2009) va ser un gimnasta artístic suís que va competir durant la dècada de 1940.
El 1948 va prendre part en els Jocs Olímpics de Londres, on disputà vuit proves del programa de gimnàstica. Guanyà la medalla de plata en la prova del concurs complet per equips, mentre en les proves individuals finalitzà més enllà de la desena posició.